# Ladislau Kán al II-lea
Ladislau Kán al II-lea (n. secolul al XIII-lea – d. 3 ianuarie 1278) a fost voievod al Transilvaniei,  din familia transilvăneană Kán.

## Domnie
Ladislau Kán a continuat opera lui Roland Borșa, sporind puterea și menținând o largă autonomie voievodatului. Pe plan extern a intervenit în luptele dinastice din Ungaria după stingerea dinastiei Arpadine și s-a aflat în conflict cu Carol Robert de Anjou. A întărit alianța cu Serbia căsătorindu-și fiica cu cneazul Ștefan Uroș al II-lea.